# 奧克格羅夫 (加利福尼亞州卡拉韋拉斯縣)
奧克格羅夫（英語：Oak Grove）是位於美國加利福尼亞州卡拉韋拉斯縣的一個非建制地區。該地的面積和人口皆未知。

## 地理
奧克格羅夫的座標為38°07′01″N 120°53′13″W / 38.11694°N 120.88694°W，而該地的平均海拔高度為89米（即292英尺）。